# Patellapis pseudothoracica
Patellapis pseudothoracica är en biart som först beskrevs av Blüthgen 1926.  Patellapis pseudothoracica ingår i släktet Patellapis och familjen vägbin. Inga underarter finns listade i Catalogue of Life.